# Camp Arifjan

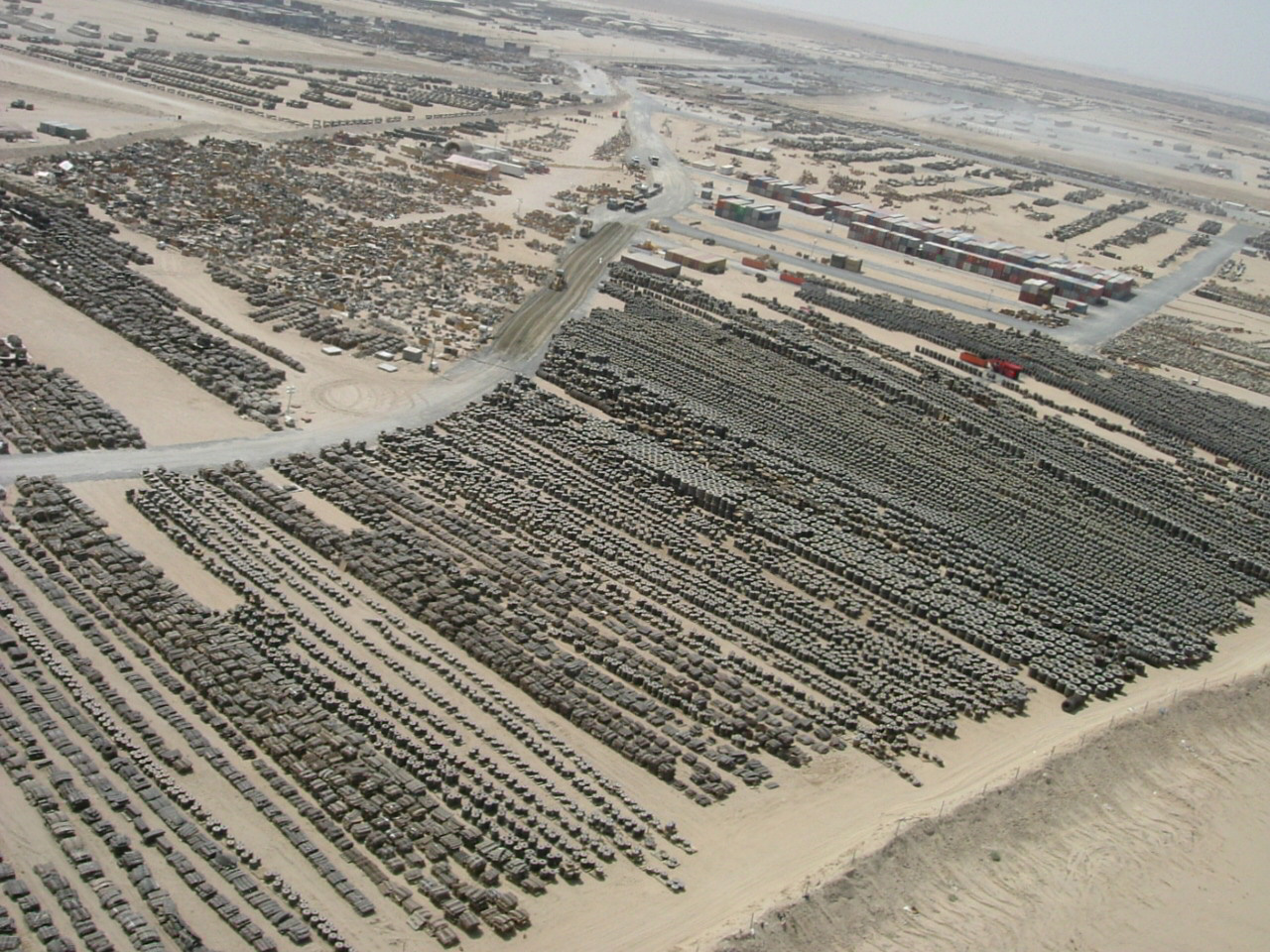
Luftaufnahme

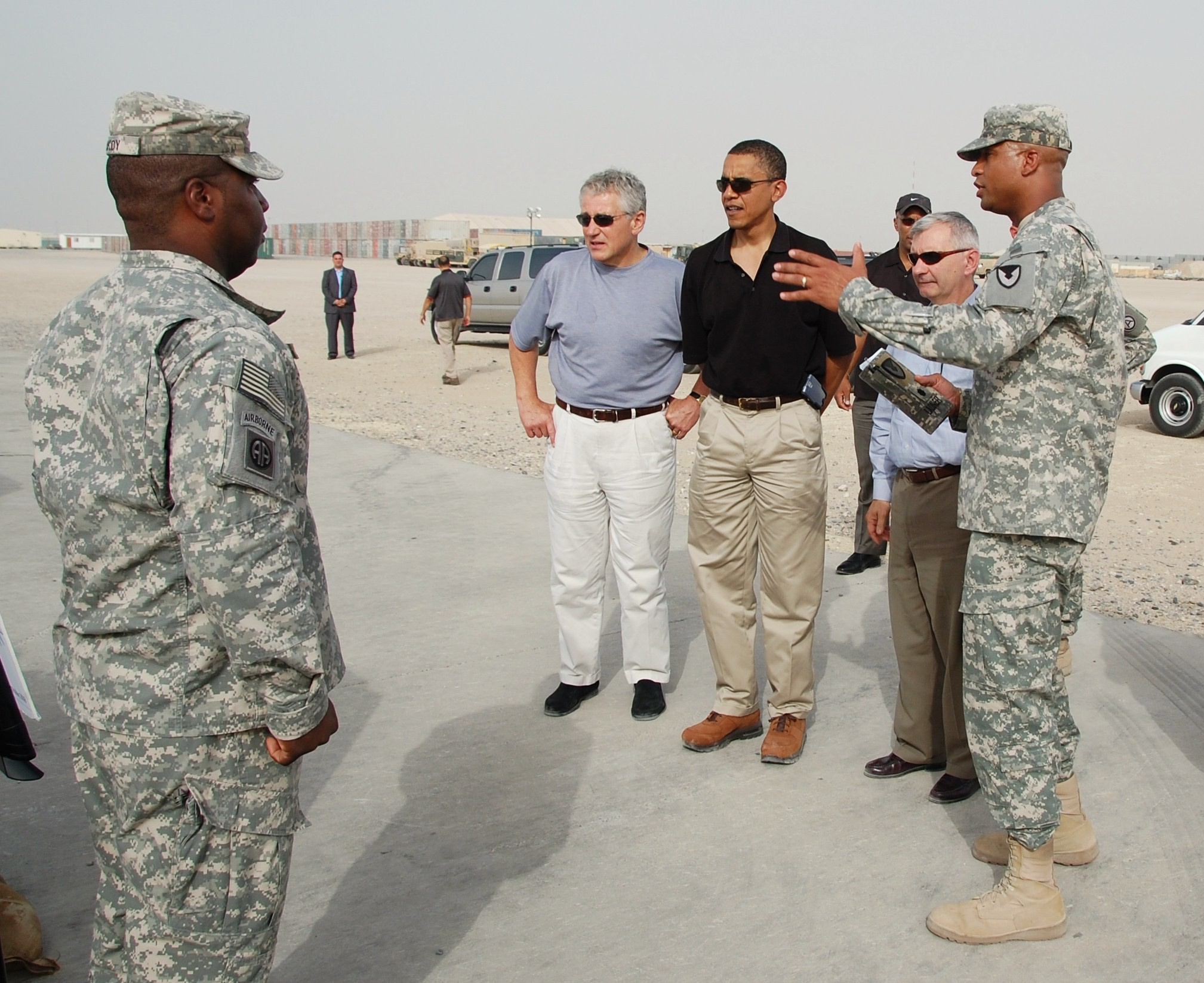
Besuch des US-Präsidenten Obama

Camp Arifjan ist ein Militärstützpunkt der US-Army in Kuwait etwa 6 km westlich der Kuwait Naval Base und südlich von Port Shuaiba. Die Soldatin Chelsea Manning saß hier 2010 für zwei Monate im Militärgefängnis zur Befragung wegen Geheimnisverrats ein.